# 耶基斯–多德森定律

耶基斯–多德森定律

耶基斯–多德森定律（英語：Yerkes–Dodson law）是一條實證性的關於動機和表現之間的關係，最初由心理學家罗伯特·耶基斯（Robert M. Yerkes）和约翰·迪灵汉·多德森（John Dillingham Dodson）于1908年發現。這條定律說明了在一定範圍內，動機強烈程度和表現好壞呈正比，但只會達到一個峰值。當動機強度太高，表現反而下降。這個過程通常被描述為一個浴缸曲綫，形同一個倒U字。
由耶基斯–多德森定律衍生出過一個笑話：程序員血液酒精含量在.129%-.138%區間時，達到心思澄明、智商過人的代碼書寫狀態。在體育和音樂領域亦有觀測，又稱鮑爾默效應（Ballmer Peak）、鮑爾默曲綫，被公認為現任CEO對人類文明最大的貢獻。